# Milka Planinc
Milka Planinc, née le 21 novembre 1924 à Drniš (Croatie) et morte à Zagreb (Croatie) le 7 octobre 2010, est une femme politique croate. Elle a été Premier ministre de la république fédérative socialiste de Yougoslavie de 1982 à 1986.

## Biographie

### Carrière politique
Entrée en politique en 1957, elle occupa plusieurs postes ministériels, avant de devenir dirigeante du PC croate de 1971 à 1982.
Elle a été ministre avec le maréchal Josip Broz, dit Tito, fondateur de la Yougoslavie. Premier ministre de 1982 à 1986, elle est la première femme à la tête d'un gouvernement dans toute l'histoire du communisme.
Elle résidait à Zagreb, la capitale de la Croatie.

### Principales fonctions
Les principales fonctions qu'elle a exercées durant sa carrière sont les suivantes :
- Secrétaire de l'Assemblée du peuple de Trešnjevka en 1957 ;
- Secrétaire des affaires culturelles de la Ville de Zagreb de 1961 à 1963) ;
- Secrétaire de l'Éducation de 1963 à 1965 ;
- Présidente de l'Assemblée de 1967 à 1971 ;
- Chef du parti communiste en Croatie de 1971 à 1982 ;
- Présidente du Conseil exécutif fédéral (Premier ministre) de 1982 à 1986.